# Розовая линия (Дели)
Розовая линия (хинди पिंक लाइन) — восьмая линия Делийского метрополитена. Первый участок «Меджлис Парк» — «Дургабай Дешмукх Сауф Кампус» был открыт 14 марта 2018 года. Сегодня длина линии составляет 58,62 км, в её составе — 38 станций, 17 из которых расположены на левом берегу реки Джамна. Розовая линия проходит частично под землёй, частично — на эстакадах, а левобережный участок — целиком на эстакадах. Линии связывают Северо-Западный, Западный, Юго-Западный, Центральный и Юго-Восточный округа, Северо-Восточный округ и округ Шахдара города Дели. На схемах обозначается розовым цветом и номером . На всех станциях установлены автоматические платформенные ворота.

## История
| Дата            | Участок                                       | Длина, км | Станций |
| --------------- | --------------------------------------------- | --------- | ------- |
| 14 марта 2018   | Меджлис Парк — Дургабай Дешмукх Сауф Кампус   | 21,56     | 12      |
| 6 августа 2018  | Дургабай Дешмукх Сауф Кампус — Ладжпат Нагар  | 8,1       | 6       |
| 31 октября 2018 | Шив Вихар — Трилокпури Санджай Лэйк           | 17,86     | 15      |
| 31 декабря 2018 | Ладжпат Нагар — Майур Вихар Покер 1           | 9,7       | 5       |
| 6 августа 2021  | Майур Вихар Покер 1 — Трилокпури Санджай Лэйк | 1,4       | 0       |
| Всего           | Меджлис Парк — Шив Вихар                      | 58,62     | 38      |

## Станции
На линии расположено 38 станции, из них 12 — подземные, остальные являются эстакадными. Станция «Дхола Куан», построенная на высоте 23,6 м, является самой высокой в Делийском метрополитене.
- «Маджлис Парк»
- «Азадпур» (пересадка на одноимённую станцию  Жёлтой линии)
- «Шалимэр Багх»
- «Нетаджи Субхаш Плэйс» (пересадка на одноимённую станцию  Красной линии)
- «Шакурпур»
- «Панджаби Багх Вэст»
- «ЭСИ Басайдарапур»
- «Раджури Гарден» (пересадка на одноимённую станцию  Синей линии)
- «Майа Пури»
- «Нарэйна Вихар»
- «Дели Кантонмент»
- «Дургабай Дешмукх Сауф Кампус»
- «Сир М. Вишвэйшарах Моти Багх»
- «Бикаджи Кама Плэйс»
- «Сароджини Нагар»
- «ИНА» (пересадка на одноимённую станцию  Жёлтой линии)
- «Сауф Экстеншн»
- «Ладжпат Нагар» (пересадка на одноимённую станцию  Фолетовой линии)
- «Виноба Пури»
- «Ашрам»
- «Хазрат Низамуддин»
- «Майур Вихар Фэйз-1» (пересадка на одноимённую станцию  Синей линии)
- «Майур Вихар Покер 1»
- «Трилокпури Санджай Лэйк»
- «Ист Винод Вихар — Майур Вихар 2»
- «Мандавали — Вэст Винод Вихар»
- «ИП Экстеншн»
- «Ананд Вихар» (пересадка на одноимённую станцию  Синей линии)
- «Каркардума» (пересадка на одноимённую станцию  Синей линии)
- «Каркардума Корт»
- «Кришна Нагар»
- «Ист Азад Нагар»
- «Вэлком» (пересадка на одноимённую станцию  Красной линии)
- «Джафрабад»
- «Моджпур-Бабапур»
- «Гокулпури»
- «Джохри Энклэйв»
- «Шив Вихар»

## Депо
Линию обслуживают два электродепо: «Мукундпур», находящееся за станцией «Маджлис Парк», и «Винод Вихар» — рядом со станцией «ИП Экстеншн».